# Distretto di Chingas
Il distretto di Chingas è un distretto del Perù nella provincia di Antonio Raymondi (regione di Ancash) con 2.074 abitanti al censimento 2007 dei quali 729 urbani e 1.345 rurali.
È stato istituito il 2 febbraio 1956.